# 庫頁島柳鶯
庫頁島柳鶯（学名：Phylloscopus borealoides）又称萨岛柳莺，为柳莺科柳鶯屬下的一个种。分佈於庫頁島、千島群島和日本，並在冬季遷徙至奄美群島和沖繩群島。
其自然棲地為溫帶森林。

## 描述
它有一條長長的白色眉斑，以及寬闊的深棕色眼紋。 其頭頂、上半身和喙也呈深棕色。 它的臉頰呈綠棕色，耳羽上帶有斑駁的顏色。 其喙的基部為粉紅色，並延伸至下喙。 它的腿呈淡粉棕色。
它容易與淡腳柳鶯混淆。 一個可能的區別特徵是它的上半身顏色稍微偏綠。 它更易於通過較低音調的鳴聲聲來區分，但兩個物種的音調範圍有些重疊。

## 繁殖
它在灌木叢中築巢。